# Chris Cheek
Chris Cheek (* 16. September 1968 in St. Louis/Missouri) ist ein US-amerikanischer Jazzmusiker (Tenor- und Sopransaxophon) und Komponist.

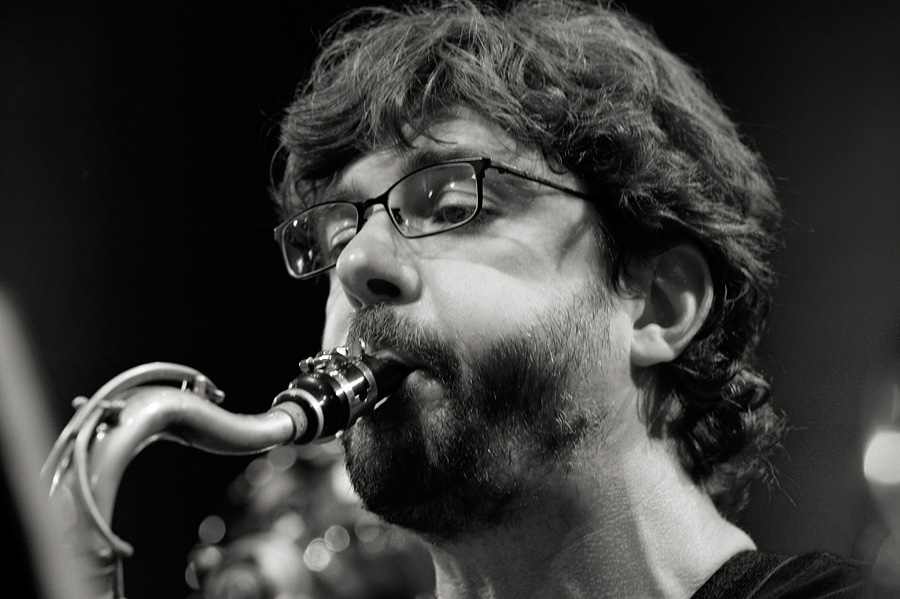
Chris Cheek, Moers Festival 2009

## Leben und Wirken
Cheek begann im Alter von zwölf Jahren Saxophon zu spielen. Während des Studiums an der Webster University trat er mit verschiedenen regionalen Bands auf. Er ging dann nach Boston, wo er bis 1991 am Berklee College of Music bei Joe Viola, Hal Crook und Herb Pomeroy studierte.
Seit er 1992 nach New York kam, arbeitete er u. a. mit Paul Motians Electric Bebop Band, Seamus Blakes The Bloomdaddies, Charlie Hadens Liberation Music Orchestra, Wolfgang Muthspiel, Luciana Souza, David Berkman, Stephan Crump, Jen Chapi und Guillermo Kleins Los Guachos. Neben über 100 Alben, bei denen er als Sideman mitwirkte, veröffentlichte er u. a. bei Fresh Sound Records und Sunnyside Records mehrere Alben als Bandleader. Ab den 2000er-Jahren arbeitete Cheek weiterhin mit Musikern wie Lee Konitz, Ferenc Németh, Joshua Redman, Chris Speed, Frank Carlberg,  Yotam Silberstein, Chris Lightcap, Aaron Goldberg, Steve Swallow, Miguel Zenon, Justin Mullens, Alan Ferber und Pierre Perchaud. Im Bereich des Jazz war er laut Tom Lord zwischen 1989 und 2021 an 135 Aufnahmesessions beteiligt. Zu hören ist er u. a. auf Marta Sánchez’ Album El Rayo de Luz (2019).
Nach Ansicht von All About Jazz versteht es Cheek, komplexe Kompositionen zu schaffen und zu spielen; sein Album Saturday Songs (2016) „komplex und dennoch melodisch klar und verlockend.“

## Diskographische Hinweise
- I wish I Knew (Fresh Sound Records New Talents, 1996–97) mit Kurt Rosenwinkel, Chris Higgins, Jordi Rossy,
- A Girl Named Joe (Fresh Sound NT, 1997) mit Mark Turner, Jordi Rossy, Dan Rieser, Ben Monder, Marc Johnson
- Vine (Fresh Sound, 1999) mit Brad Mehldau, Kurt Rosenwinkel, Matt Penman, Jordi Rossy
- Live at Jamboree: Guilty (FSR/NT, 2000) mit Ethan Iverson, Ben Street, Jordi Rossy
- Live at Jamboree: Lazy Afternoon (FSR/NT, 2002) mit Ethan Iverson, Ben Street, and Jorge Rossy
- Blue Cruise (Fresh Sound NT, 2005)
- Orquestra Jazz De Matosinhos: Invites Chris Cheek (Fresh Sound, 2005)
- Chris Cheek / Lee Konitz / Stephane Furic Leibovici: Jugendstil II (ESP-Disk, 2010)
- Philippe Le Baraillec: Involved (Out Note, 2011) mit Mauro Gargano, Ichirō Onoe
- Seamus Blake / Chris Cheek: Reeds Ramble (Criss Cross Jazz, 2014)
- Chris Cheek Presents – Saturday Songs (Sunnyside, 2016), mit Jorge Rossy, Steve Cardenas, Jaume Llombardo, David Soler
- Seamus Blake / Chris Cheek with Reeds Ramble: Let's Call the Whole Thing Off (Criss Cross Jazz, 2016)
- Map + Chris Cheek (Carimbo Porta-Jazz, 2019)
- Keepers of the Eastern Door (2025)